# Port-Salut
Port-Salut este o comună din arondismentul Port-Salut, departamentul Sud, Haiti, cu o suprafață de 48,79 km2 și o populație de 17.368 locuitori (2009).